# Proterochersis robusta
Proterochersis robusta (лат.) — вид вымерших пресмыкающихся из клады Testudinata — объемлющего таксона черепах. Ископаемые остатки вида найдены в отложениях триасового периода (норийский ярус) Германии.
Вид Proterochersis robusta описан Фаасом в 1913 году по голотипу SMNS 12777, представляющему из себя часть панциря, найденного в отложениях речного песчаника формации Левенштейн.

## Синонимы
В синонимику вида входят следующие биномены:
- Murrhardtia staeschei Karl & Tichy, 2000
- Proterochersis intermedia Fraas, 1913
- Proterochersis robustum Fraas, 1913, orth. var.